# Abdelkader Mokdad
Abdelkader Mokdad (arabe : عبد القادر مقداد), né en 1951 à Gafsa, est un acteur et homme de théâtre tunisien.
Il se distingue dans la troupe de théâtre scolaire du lycée mixte de Gafsa (actuel lycée Houcine-Bouzaiane), avant de choisir une carrière au théâtre. Son talent lui permet de briller au sein de la troupe permanente de théâtre de Gafsa. Il assure le rôle principal dans la pièce El Borni et El Atra, sous la direction de Fadhel Jaïbi, et dans Joha et l'Orient perplexe et Hamma Jeridi, sous la direction de Mohamed Raja Farhat, avant d'assurer lui-même la direction de la troupe pendant plusieurs années.

## Filmographie
Télévision
- 1992 : El Douar (ar) d'Abdelkader Jerbi : Houcine
- 1995 : Fej Rmal de Mohamed Ghodhbane et Houssin Mahnouch

Cinéma
- 1982 : L'Ombre de la terre de Taïeb Louhichi

## Théâtre
- 1977 : Feiran Damous, écrite par Mohamed Ammar Chaâbnia sous la direction de Mokdad
- 1978 : Saheb El Klem, écrite par Hassan Hamada sous la direction de Mokdad
- 1980 : El Majnoun Rakm, écrite par Nicolas Joujoul sous la direction de Mokdad et adapté pour la télévision par Salem Ben Amor : Jalloul
- 1995 :
  - Ammar Bouzouir, écrite par Ahmed Mokhtar El Hédi sous la direction de Mokdad
  - Essouk
  - Salah Eddine Ayoubi
  - Jweb Msougar
  - Kilab fawq al stouh, écrite par Abdelkader Bel Hadj Nasser sous la direction de Mokdad et adapté pour la télévision par Hamadi Arafa
- 2005 :
  - Ohiboka ya Chaab, écrite par Mohamed Ammar Chaâbnia sous la direction de Mokdad et adapté pour la télévision par Moncef Baldi
  - Inkachfet El Awrak, écrite par et sous la direction de Mourad Karrout : Montassar